# أريا جيوفاني
أريا جيوفاني (بالإنجليزية: Aria Jiovanni)‏ ولدت في 3 نوفمبر 1977، هي ممثلة إباحية أمريكية وعارضة أزياء ظهرت على غلاف مجلة السقيفة لشهر أيلول/سبتمبر 2000.
تنشط جيوفاني كثيرا في مجال الصور؛ حيث سبق وأن التقطت الكثير من أنماط التصوير الفوتوغرافي المختلف بما في ذلك الموجه للهواة، للمراهقين والشباب ثم للكبار كما التقطت الكثير من الصور وهي عارية بالكامل أو تتعمد تعرية أطراف وتغطية أخرى هذا بالإضافة إلى صورها على شاكلة الصنم وكذلك صور الإغراء، كما سبق لها وأن جسدت أدوار مختلفة في العديد من الأفلام والبرامج التلفزيونية.

## النشأة
ولدت آريا جيوفاني في 3 نوفمبر 1977 في لونغ بيتش، كاليفورنيا، وقالت إنها نشأت في مقاطعة أورانج. ثم حضرت الكلية في سان دييغو وتخصصت في علم الكيمياء الحيوية.
في 30 أكتوبر 2002 ظهرت آريا في برنامج هوارد ستيرن وكشفت على أن والدها ترك الأسرة وهي لم تتجاوز بعد سن العاشرة مما تسبب لها في ورطة حيث كان لزاما عليها الخروج للشارع وهي طفلة من أجل العمل والبحث عن قوت للأسرة الصغيرة. في سن الثانية عشر أرسلتها والدتها إلى برنامج إعادة تأهيل مدمني المخدرات بعدما اكتشفت أنها مدمنة مخدرات وخمر لدرجة كبيرة.
صرحت آريا جيوفاني أيضا أنه قد تم انتهاك عرضها في وقت مبكر؛ ففي عمر الثانية عشر اكتشفت نفسها ومفاتنها وبحلول الوقت تيقنت من أنها مزدوجة الميول الجنسية (كانت حينها تبلغ من العمر 14 سنة)؛ كما أكدت على أنها لم تكن تحظى بشعبية لا في المدرسة ولا في الجامعة بالرغم من عملها كراقصة تعري؛ وقالت أنها تعرضت للتمييز وشعرت كأنها بطة قبيحة في المدرسة الثانوية.

## المسيرة المهنية
درست جيوفاني في الكلية حيث تخصصت في علم الكيمياء الحيوية وفي نفس الوقت كانت تعمل كنادلة لمدة خمس ليال في الأسبوع قبل أن تكتشف عالم الرقص المتعري وتُقرر اقتحامه؛ ويُشار إلى أنها قد حصلت على معدل 17.5 خلال آخر فصل دراسي لها.
عندما عملت كراقصة تعري بدأت في جمع الأموال فعادت للكلية في بداية 1999 ثم دفعت ثمن الاشتراك فيها، لكنها لم تدرس فبعد حوالي ست أشهر اتجهت لعروض الأزياء وظهرت على غلاف مجلة إباحية مرموقة في شهر أيلول/سبتمبر 2000. في هذه الفترة اكتشفها سوزي راندال وقرر العمل معها لكن وفي الوقت ذاته كانت قد قُبلت في جامعة كاليفورنيا بسان دييغو في تخصص الكيمياء الحيوية إلا أنها قررت عدم استكمال الدراسة والتوجه لمجال الإباحة.
في عام 2001، لعبت جيوفاني دور مونيكا في فيلم الناجون (Survivor) وهي محاكاة ساخرة من مسلسل تلفزيوني آخر يحمل نفس الاسم ثم ظهرت في 16 نوفمبر 2001 في مسلسل تلفزيوني بعنوان الملاح. في العام التالي شاركت في بطولة فيلم جستين وازدادت شهرتها حينها خاصة بعدما صوت لها الشباب في موقع آسك مان باعتبارها واحدة من تسعة ممثلات إباحيات يُمكن للشاب التمتع بهن.
ظهرت جيوفاني على غلاف المجلة الشهيرة بلاي بوي يوم 6 يونيو/حزيران 2007.
في تشرين الأول/أكتوبر 2008، ظهرت جيوفاني في الحلقة الأولى من المسلسل القصير (تم بثه على النت فقط) جيمس غانز بي جي بورن لمخرجه جيمس غان حيث لعبت الدور المعاكس لناثان فيليون.

## الجوائز والتقدير
حصلت جيوفاني على جائزة XBIZ كأفضل نجمة فاتنة عام 2010.

## الحياة الشخصية
في 30 أكتوبر 2002 أي عند ظهورها في برنامج هوارد ستيرن صرحت جيوفاني أن يوم 3 نوفمبر 1998 هو يوم عيد ميلادها الحادي والعشرين وأنها كانت متزوجة من صديق لها قبل خمس سنوات (كان عمرها آنذاك ستة عشر سنة فقط) كما أكدت على أنها قد أدركت أن الوقوع في الحب غير كافي؛ فبالرغم من أنها كانت تحبه إلا أنها اكتشفت أمورا أخرى بعد الزواج مما جعلها تنفر منه وتطلب الطلاق، كما كشفت في الوقت ذاته أنها تعيش مع عازف الجيتار جون فايف منذ خمسة أشهر، وأن هذه هي المرة الأولى التي تواعد فيها شخصا من نفس مجالها.
تزوجت جيوفاني مجددا عام 2005 لكنها تطلقت منه في وقت لاحق.

## وصلات خارجية
أريا جيوفاني على موقع IMDb (الإنجليزية)
- أريا جيوفاني على موقع روتن توميتوز (الإنجليزية)
- أريا جيوفاني على موقع ألو سيني (الفرنسية)
- أريا جيوفاني على موقع إن إن دي بي (الإنجليزية)
- أريا جيوفاني على موقع قاعدة بيانات الفيلم (الإنجليزية)
- أريا جيوفاني على موقع ليتربوكسد (الإنجليزية)
- أريا جيوفاني على موقع كينوبويسك (الروسية)